# Trias tothastes
Trias tothastes är en orkidéart som först beskrevs av Jaap J. Vermeulen, och fick sitt nu gällande namn av Jeffrey James Wood. Trias tothastes ingår i släktet Trias och familjen orkidéer. Inga underarter finns listade i Catalogue of Life.